# Timoteo Ogando
Timoteo Ogando (1818, en Pedro Corto, San Juan de la Maguana (República Dominicana) - 1908, Santiago de los Caballeros) fue un militar dominicano que es considerado prócer de la independencia de su país, luchando contra la invasión haitiana de 1855 y 1863 y contra la anexión del país por parte de España en la Guerra de la Restauración en 1861. Fue hermano del general Andrés Ogando, que sería Teniente del ejército dominicano en una de las campañas contra Haití para impedir la invasión (1863), Jefe Comunal de San Juan de la Maguana y Jefe de la común de Neyba (1867).

## Biografía
Nació en 1818, en Pedro Corto (San Juan de la Maguana, República Dominicana). Fue hijo de Juan Ogando Montero y María Catalina Encarnación. Timoteo Ogando tuvo 12 hermanos, once de los cuales fueron: Andrés, Pedro, Benito, Juan, Víctor, Victoriano, Enemesio, Gregorio, Fermín, Manuel María y Domingo Ogando. Nueve de ellos morirían en las campañas por la independencia dominicana.
Se incorporó en el ejército en Maguana, destacándose entre los otros militares.
En diciembre de 1855 participó en la batalla de Santomé contra el ejército haitiano, en el ejército del general José María Cabral.
En 1861, viajó a Haití para luchar contra Pedro Santana, junto a otros como Francisco del Rosario Sánchez, cuando ese quería anexionar la República Dominicana a España. Allí, vio morir a Sánchez, quien había rechazado su caballo para huir del campo de batalla y fue apresado y fusilado junto a otros miembros de la campaña independentista. Si bien, sí logró sacar del conflicto a otros compañeros heridos suyos.
Ogando participó en la campaña durante todo el conflicto. En 1863, luchó en la guerra de la Restauración de la República, en la cual realizó ataques sorpresivos y contundentes al ejército haitiano, logrando así derrotar al ejército haitiano en el Sur. Según el escritor, ensayista y poeta Carlos Agramonte (en su libro biográfico “El General Timoteo Ogando”), Ogando destacó, junto al general José María Cabral, en la batalla de La Canela (desarrollada el 5 de diciembre de 1864).  Durante el gobierno de Cabral, fue nombrado en 1866 Gobernador Político y Militar de Azua.
Tras el establecimiento del régimen de la Guerra de los Seis Años (1868 - 1874) del recién elegido presidente Buenaventura Báez (quien quería entregar la República Dominicana a EE. UU.), Ogando participó en la campaña, siendo la primera persona que se rebeló contra dicho régimen. Así, él y sus hermanos formaron una pequeña guerrilla en Rancho Mateo, para tratar de impedir su anexión. Luego, en 1874, se incorporó al gobierno de  Ignacio María González, participando en su comitiva. En agosto luchó en la revolución de Santiago, asaltando la Fortaleza San Luis. 
Aún apoyando a González, conspiró contra el gobierno liderado por Fernando Arturo de Meriño, iniciado el 23 de julio de 1880. 
Sin embargo, Ogando fue perseguido por tropas del Gobierno, lo que lo forzó a dejar su residencia durante unos meses. Su mayor importancia política la consiguió en los gobiernos de Ulises Heureaux, hasta que este fue asesinado en 1899. Tras esto, participó en el gobierno del presidente Horacio Vásquez, quien lo envió a Montecristi para reprimir una revuelta en el Noroeste.  
Murió en 1908 en Santiago de los Caballeros.